# Sophie av Sachsen-Lauenburg

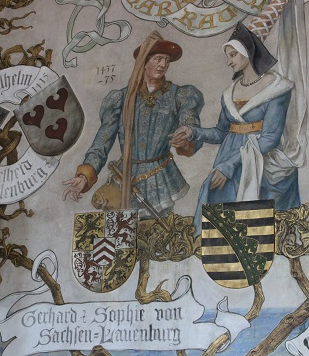
Gerhard och Sophie av Saschen-Lauenburg. Schloss Burg i Burg an der Wupper i Solingen.

Sophie av Sachsen-Lauenburg, före 1444, död 9 september 1473, var hertiginna av Jülich-Berg, som gift med hertig Gerhard VII av Jülich-Berg. Hon var regent i Jülich, Berg och Ravensberg mellan 1456 och 1473. 
Hennes make insjuknade och blev 1456 oförmögen att regera. Eftersom deras son och arvtagare, som normalt skulle ha fått bli regent i egenskap av tronarvinge, var omyndig, blev istället Sophie utsedd till makens ställföreträdande regent under hans sjukdom. Hon regerade fram till sin egen död, då maken inte tillfrisknade och hennes son inte hann uppnå myndighet. 